# Aequorea papillata
Aequorea papillata is een hydroïdpoliep uit de familie Aequoreidae. De poliep komt uit het geslacht Aequorea. Aequorea papillata werd in 1994 voor het eerst wetenschappelijk beschreven door Huang & Xu. 